# 阿鲁图阿
阿鲁图阿（Arutua）是法国海外集体法屬玻里尼西亞土阿莫土-甘比尔群岛行政区的一个市镇，领土涵盖同名环礁及阿帕塔基環礁和考庫拉環礁。

## 地理
阿鲁图阿（15°18'57"S, 146°51'40"W）面积15 平方千米，位于法国海外集体法屬玻里尼西亞土亞莫土群島。
由于阿鲁图阿领土为海洋中的环礁，故不与任何市镇接壤。

## 行政
阿鲁图阿的邮政编码为98761、98762、98785，INSEE市镇编码为98713。

## 政治
阿鲁图阿的现任市长为雷乌佩纳·塔普图阿拉伊（Reupena Taputuarai）先生，任期为2020-2026年。

## 人口
阿鲁图阿于2022年时的人口数量为1,736人。